# 瑪格麗特·朗
瑪格麗特·馬里-夏洛特·朗（法語：Marguerite Marie-Charlotte Long，1874年11月13日—1966年2月13日），法國鋼琴家。

## 生平
瑪格麗特·朗在法國加爾省尼姆出生。她入讀巴黎音樂學院，在1891年獲得格蘭披治獎（第一名）。之後跟法國鋼琴家安托萬·弗朗索瓦·馬蒙泰爾學習。瑪格麗特·朗首次表演的歌曲是莫里斯·拉威爾的《库普兰之墓》和G大调钢琴协奏曲。
1906－1940年，她在巴黎音樂學院任教，著名學生包括：桑松·弗朗索瓦、雅克·弗夫里耶、馬塞勒·梅耶尔。

## 外部連結
- 瑪格麗特·朗的Discogs页面（英文）